# Joyita de la Cruz
Joyita de la Cruz är en ort i Mexiko.   Den ligger i kommunen Cerro de San Pedro och delstaten San Luis Potosí, i den centrala delen av landet, 400 km nordväst om huvudstaden Mexico City. Joyita de la Cruz ligger 1 886 meter över havet och antalet invånare är 312.
Terrängen runt Joyita de la Cruz är platt åt sydväst, men åt nordost är den kuperad. Runt Joyita de la Cruz är det ganska glesbefolkat, med 30 invånare per kvadratkilometer. Närmaste större samhälle är San Luis Potosí, 15,1 km väster om Joyita de la Cruz. Trakten runt Joyita de la Cruz består i huvudsak av gräsmarker.